# 電光掲示板

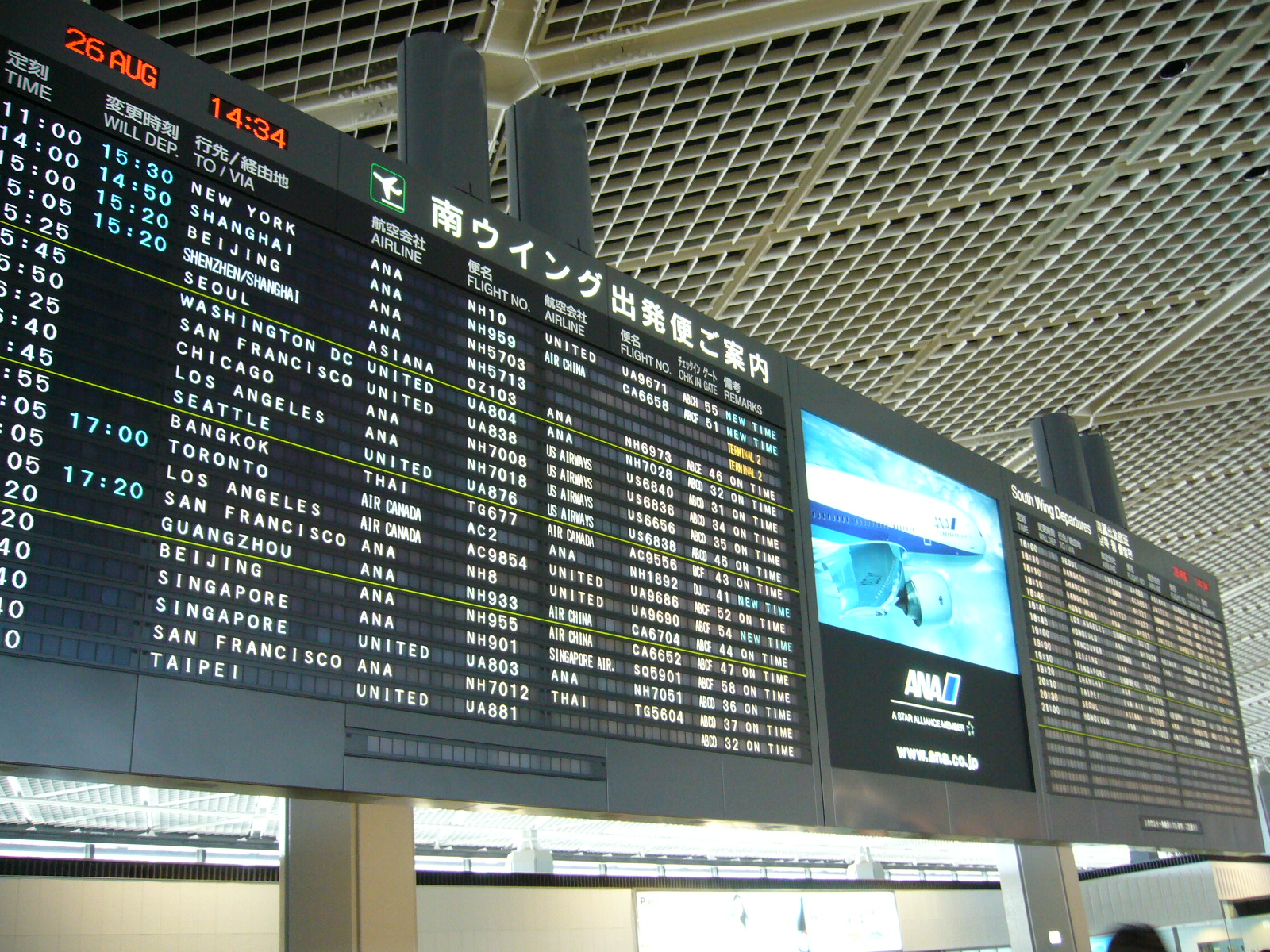
空港の電光掲示板（成田空港第1ターミナル）

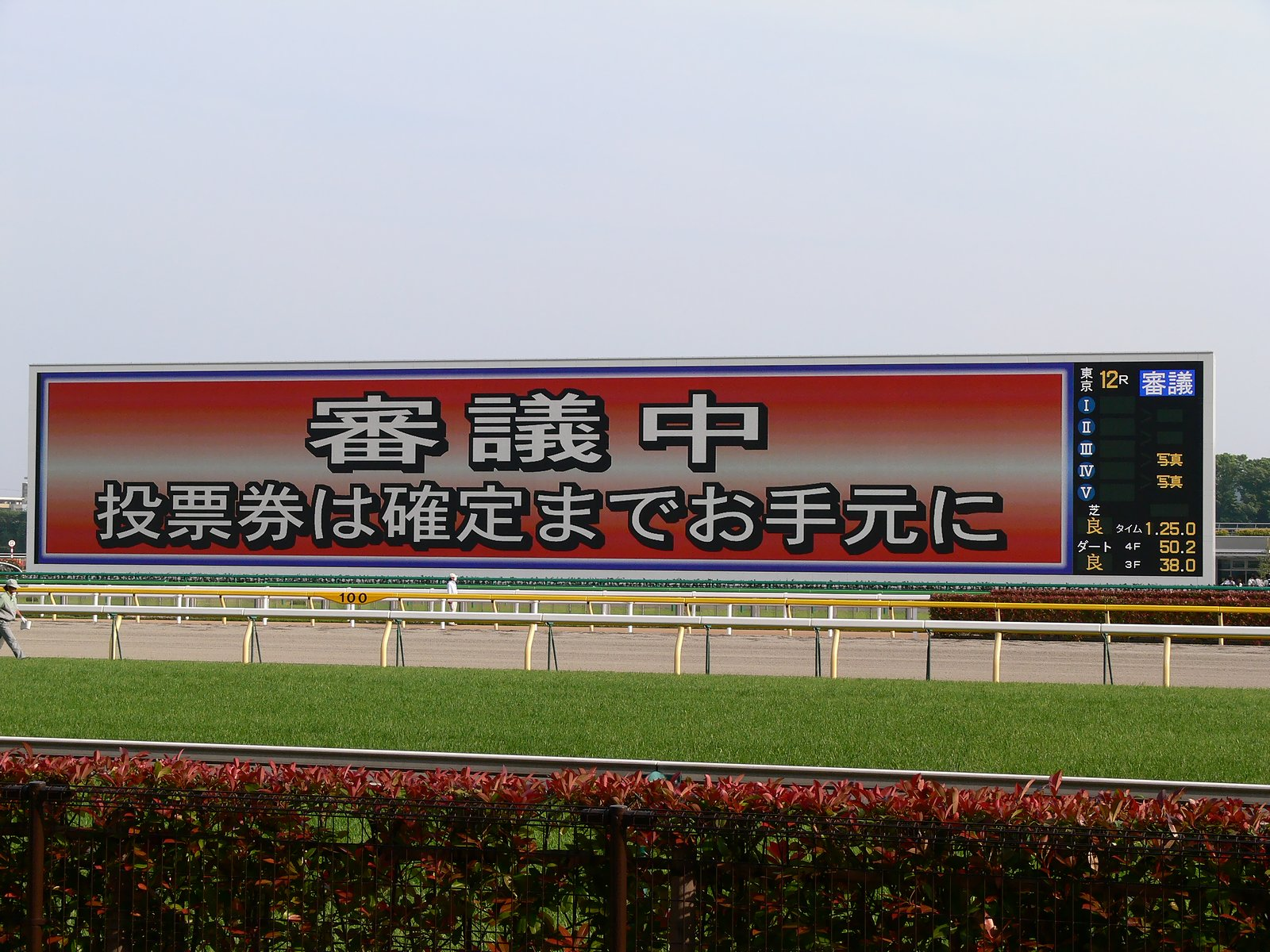
2006年9月当時「世界最大の大型映像スクリーン」であった東京競馬場の「ターフビジョン」はフルカラーLEDで表示されている。なお、画面右端の文字情報部分も画面の一部。

電光掲示板（でんこうけいじばん）は、発光ダイオード (LED) や液晶、電球などを用いて情報を発信するための掲示板。発光体を格子状（マトリクス状）に配置し、その明滅により文字や絵を表現するものが主流であるが、商業用の廉価なものの中には、一部の発光体を省き、あらかじめ決められた文字のみを表示可能なものもある。

## 方式

### 電球方式
発光体に電球を使用したものであり、電光掲示板としては最も古いものである。黒地の板に配置された多数の電球によってドットマトリクス的に文字や記号による情報（ニュース、天気予報、時刻など）、またはモノクロームの映像を表示する型と、複数の情報が塗装されたガラスまたはプラスチック板の後ろに電球を配置して光を透過させて表示を強調し、またその点灯場所を適宜切り替えることでステータス表示を行う「行灯型」とがある。主に白ないしは黄色の単色電球が使われた。
前者の型は、輝度が高く大型に製造できることから屋外での利用に向いている。ただし、電球の寿命による抜け（暗点）が生じやすいため、定期的なメンテナンスが必要であるほか、消費電力が大きい、多色化が難しい、などの問題を持つ。
この方式は、1927年11月6日にアメリカ合衆国のニューヨーク・タイムズ社がニュース速報のために本社ビルに設置したのが歴史上最初とされる。日本では、その翌年に朝日新聞社が東京と大阪双方の本社屋側面に「電光ニュース」と題するニュース配信用の電光掲示板を設置したのが最初とされる。その他日本の代表的な設置施設には後楽園球場（スコアボード）、大阪マルビル（屋上の電光ニュース盤）などがあった。コンピュータ制御の無い時代は、表示パターンで穴を空けた絶縁物（パンチカードなど）を電極にセットして通電の有無でドットを点灯させていた。スクロールさせる場合は絶縁物をテープ状にしてモーターで回していた。電光時計や駅の発車標など表示パターンが決まっている物は、配線で表示パターンを用意しておいて電気時計と連動させて表示を切り替えていた。
この方式は、制御基板の故障などを機に、構造はそのまま、LED方式（後述）に替わられつつある。映像表示用途の場合は、早期にブラウン管（後述）に替えられている。
後者は屋内用途に向く。鉄道駅、バス車内、工場（アンドン参照）、病院の院内薬局の待合室などで用いられた。これは1990年頃からLEDによる7セグメントディスプレイ（8の字）などにほぼ取って代わられた。

### 単色ブラウン管方式
発光体に赤・青・緑の単色ブラウン管を使い、RGBによってフルカラーを実現したものである。主に大型映像表示装置として使われているが、文字表示に用途を絞っているもの（2010年までの阪神甲子園球場のスコアボード左側など）もある。通常は大型の物に使われている。
スポーツ施設、特に野球場（後楽園球場や西宮球場、阪神甲子園球場など）、中央競馬場などでは、前記電球方式と単色ブラウン管を並列か、一体化して使用していたことがあった。

### LED方式
発光体にLEDを使用したものである。当初は発光色は赤、黄緑、両者を点灯することで表現できる橙の3色のものが主流で、一部に黄色、ピンクなどが表示可能なものが存在する程度であったが、高輝度の青色LED、純緑色LEDの実用化によってあらゆる色が表示可能なフルカラーLEDを採用したものが近年普及しはじめている。
駅の行き先表示や窓口での呼び出し番号表示など屋内で多く使用されているほか、LEDの高輝度化に伴い屋外での利用も増えている。また大型映像装置においてはコスト面や輝度において他方式を圧倒しており、現在の主流となっている。文字情報だけでなく、フルカラータイプのものであれば動画（試合実況映像・アニメーション他）なども映し出すことができるようになっている 特にプロ野球の試合がない、あるいは年数試合しか開催しない地方球場では、出場選手の表示箇所を簡易フリーボードにするものもある。
一方で設置後10年程度を経過すると急激な輝度の低下が見られるという問題がある。

### 磁気反転方式

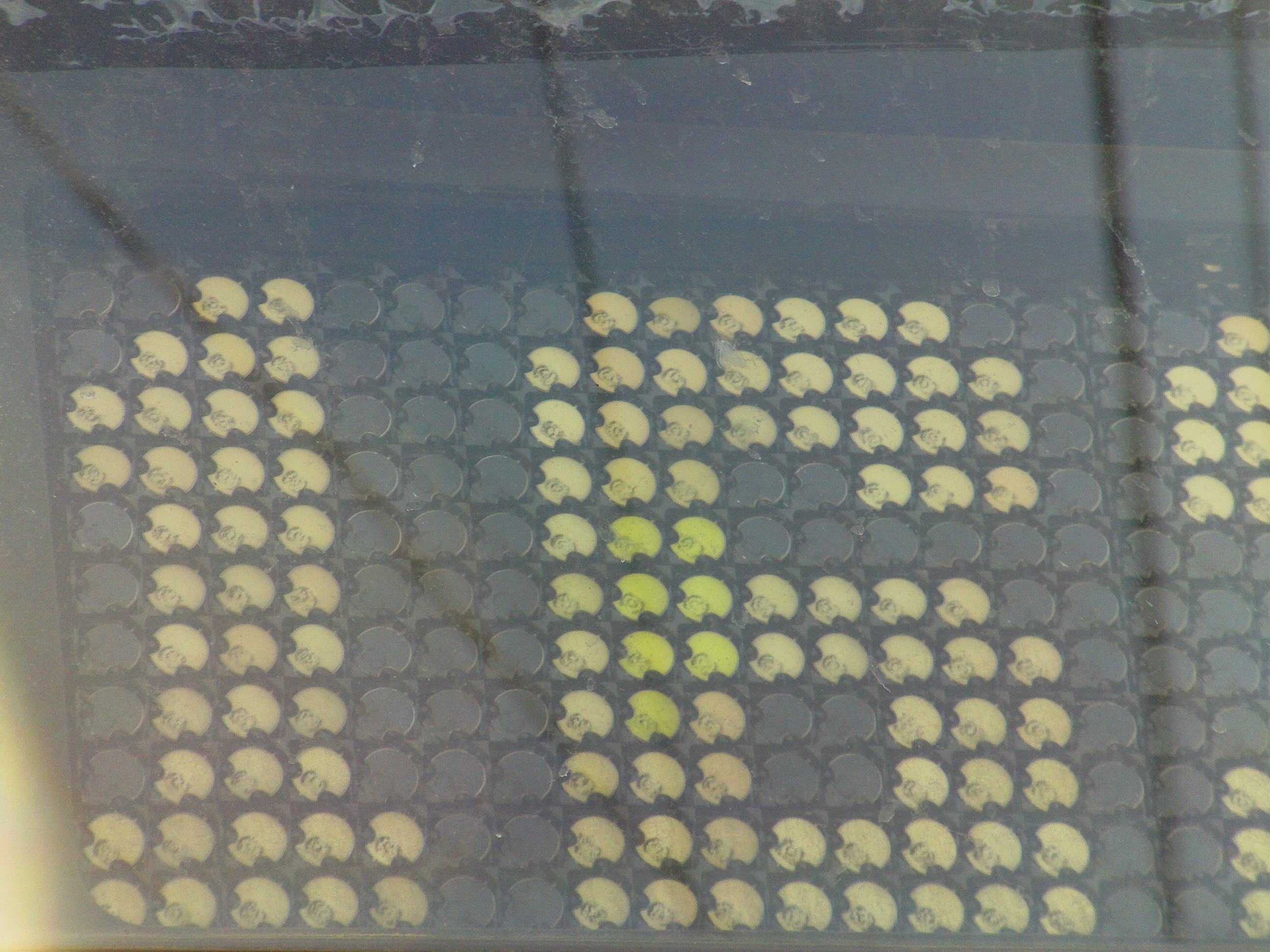
磁気反転式パネルを拡大したところ

磁気反転盤は自力では発光しないために厳密には電光式ではないが、それに類似したもので、磁力を使ってパネルを反転させ、文字情報やスコアなどを掲示するシステムである。
特徴としては、上記の3方式に比べて電力消費を節約できることや、日中でも光の反射などがなく、遠くからでも文字が認識しやすい。多くは黒とレモンイエロー（蛍光黄色）、または黒と白など、明度のコントラストが高い2色を使うことが多い。ただしブラウン管盤やLED盤と比べると、選手名の表記字数の制限などがある他、黒と白である場合はナイトゲーム実施時には認識しにくい場合もあり、この場合は蛍光灯で明るさを補正する場合もある。
また4色磁気反転盤のものもある。これは赤・白・青・緑の4色をサイコロ状にしたもので、編集用パソコンで入力した画像データをハードディスクに収録し、それを送信用パソコンで電気的な信号に置き換えて、掲示板に表示するが、ドット数が少ないと選手名表記などはカタカナで小さい文字しか入力できない場合、また選手の写真やクラブマスコットの表示など、画像が粗い場合がある。 しかし、この4色磁気反転のものは2010年代前後から、交換部品の製造が中止されており、修理の際の部品調達が困難であることなどから その躯体を生かし、LED盤、ないしは、黒とレモンイエローの2色表示の磁気反転、またはそれにLEDの電球を組み合わせたもの に転換するケースも多い。
さらに施設スペースの都合上大型掲示板が設置できない競技場のために、簡易移動型のもの も存在する。これは得点掲示の部分を電球式と同じ素粒子、ないしは7セグメントにしたものが使われている。

## その他の方式
液晶、プラズマディスプレイ、ブラウン管などのモニターを転用した小型電光掲示板は、電球やLEDを用いたものよりも多くの情報を表示することが可能であるため、列車の空席状況案内や取り扱い商品の広告などに利用されている。2005年以降に実用化する予定の有機エレクトロルミネッセンス（有機EL）もその一つ。
表示媒体が平面ディスプレイタイプの電光掲示板は、単に文字情報だけではなく、画像情報や動画等も表示可能なため、専用のソフトウェアを使うことで、非常に表現力豊かな画面を構成することができる。

## 設置場所

### 交通施設
都心部の駅や空港には案内のための電光掲示板が多く設置されている。駅では、基本的にその列車種別・発車時刻・行き先・発車番線・備考欄などがある。
また、道路にも主に交通情報等を知らせる為に、ガソリンスタンドにも給油単価を表示するために設置されている。

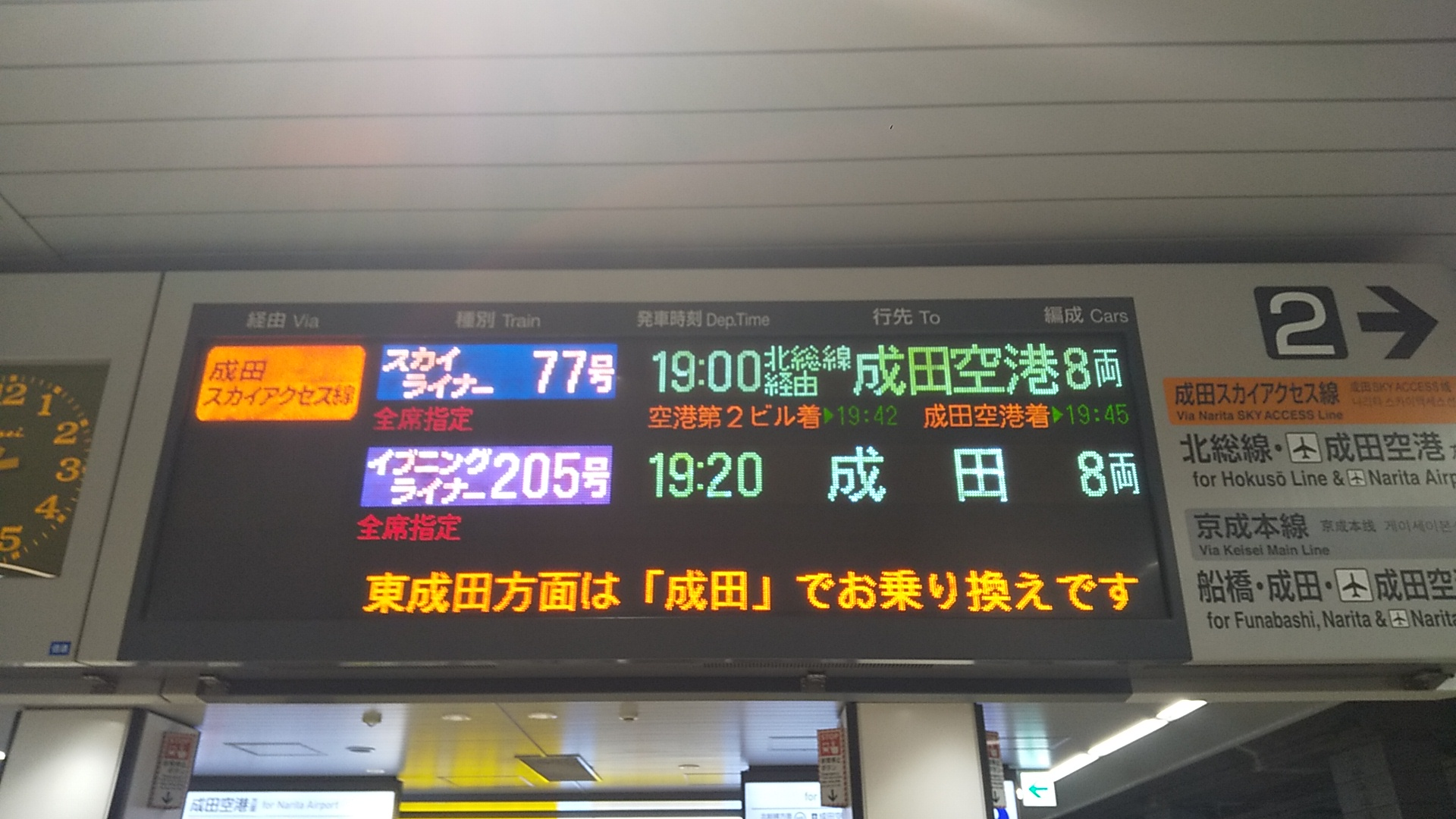
京成上野駅の電光掲示板
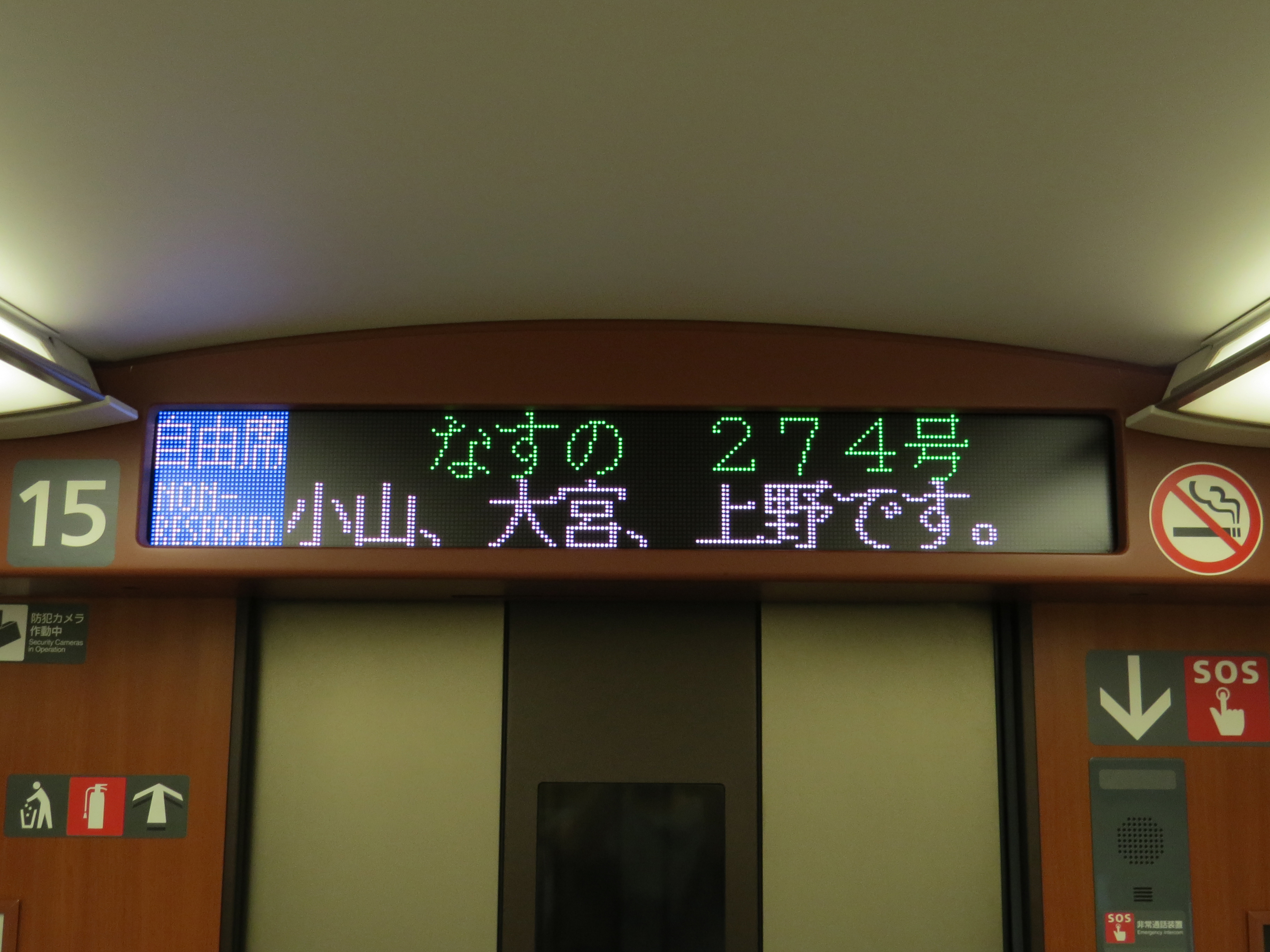
東北新幹線の車内電光掲示板（車内案内表示装置）
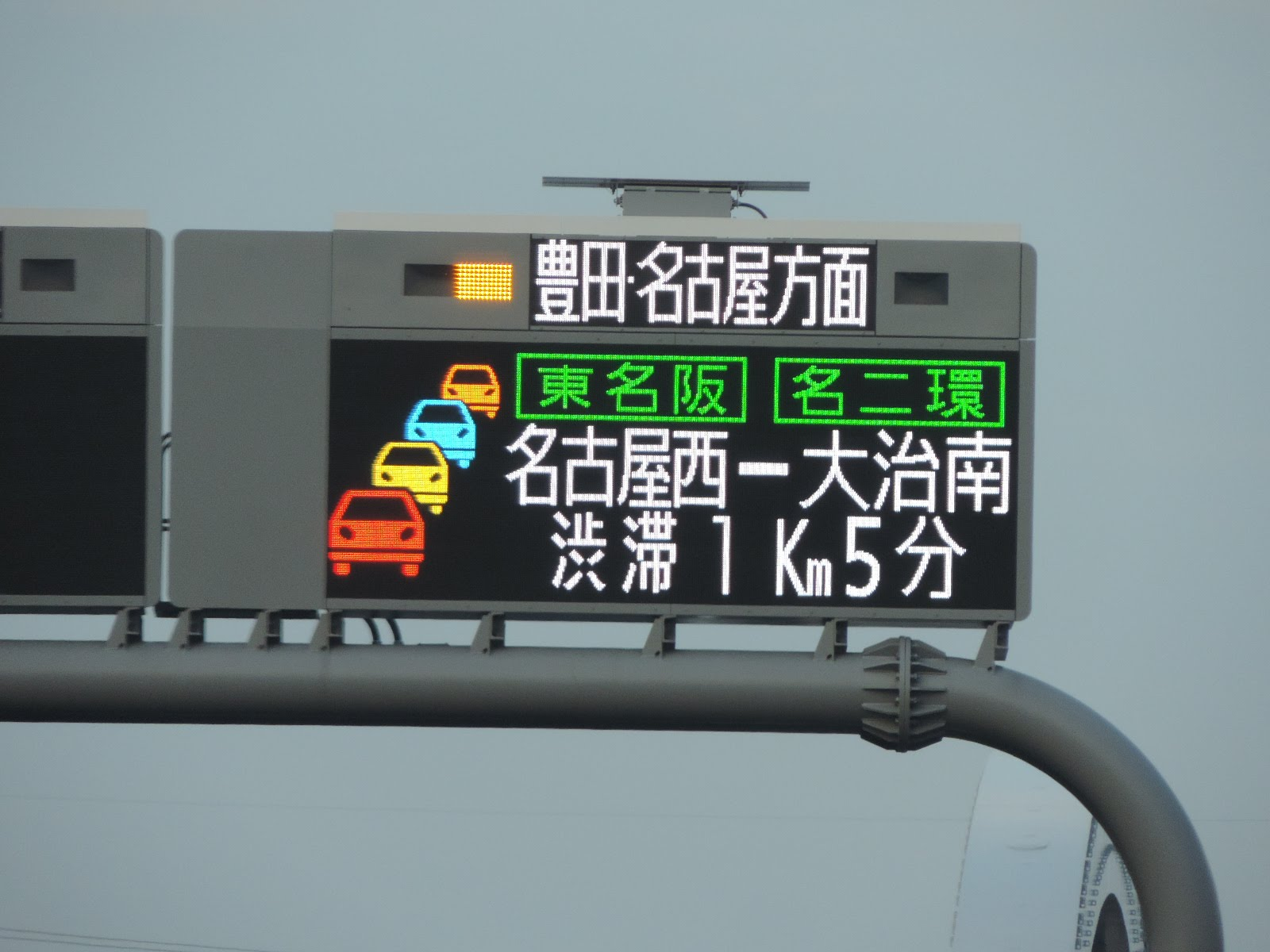
新名神高速道路の電光掲示板（道路情報板）
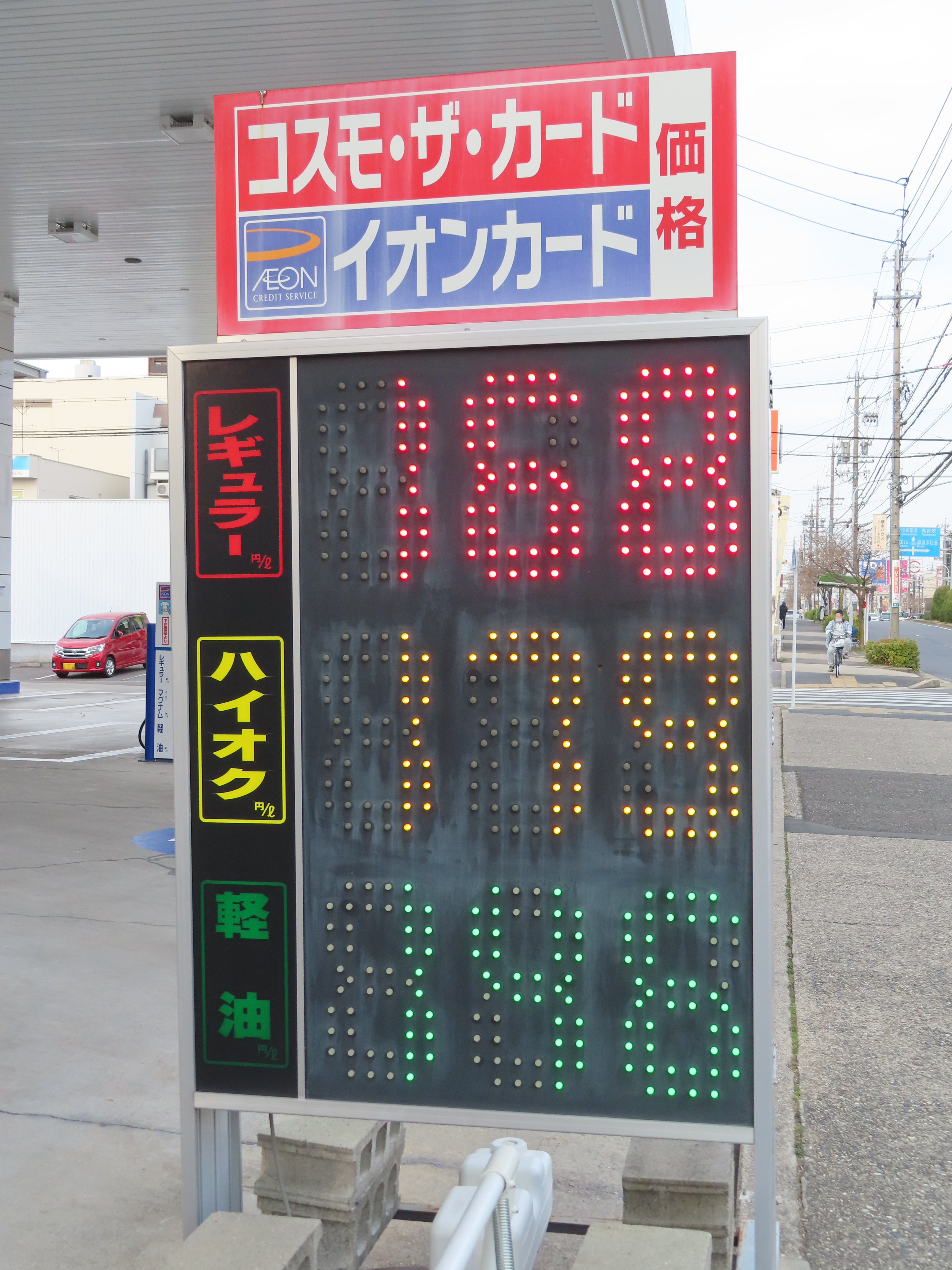
コスモ石油のガソリン単価電光掲示板

### スポーツ施設
日本の陸上競技場で初めて電光掲示スコアボードを採用したのは国立霞ヶ丘競技場陸上競技場である。また、日本のプロ野球使用球場で初めて電光掲示スコアボードを採用したのは東京ドームの前身にあたる後楽園球場である（詳しくは後楽園球場、東京ドームの項目を参照）。
また大相撲でも、年6場所制の定着した昭和30年代後半頃から、その日の取組と勝敗を表示する電光掲示板を本場所の開催施設内に設置している。
そのほか、競馬場などの公営競技場では超大型の映像装置が設置される例が多い。世界最大の映像装置は、住之江競艇場、シャティン競馬場、東京競馬場、川崎競馬場の川崎ドリームビジョンの順に更新し、2010年1月現在はアラブ首長国連邦メイダン競馬場の表示装置 が記録を保持している。
従来は映像装置と文字表示は別とし、文字表示は文字部分のみ発光体とするケースでが多かった。LEDの改良でコストが下がったこともあり全面を映像装置とし、文字も映像とする方式が増えつつある。
また従来型の電球式、ないしは手書きパネル式の掲示板の老朽化により、スコアボードの改修がなされる際、上掲のLED方式のほか、完全電光表示よりも低コストで設置することが可能な磁気反転型 のものを取り入れる場合もある。磁気反転型のスコアボードを使用した主な競技場には、読売ジャイアンツ球場など多くの野球場では2色反転（多くは白と黒、ないしはレモンイエローと黒）のものが使われており、ナゴヤ球場、坊っちゃんスタジアム、正田醤油スタジアム群馬、ニッパツ三ツ沢球技場、IAIスタジアム日本平、Pikaraスタジアム（丸亀）などは4色反転が使われていた。

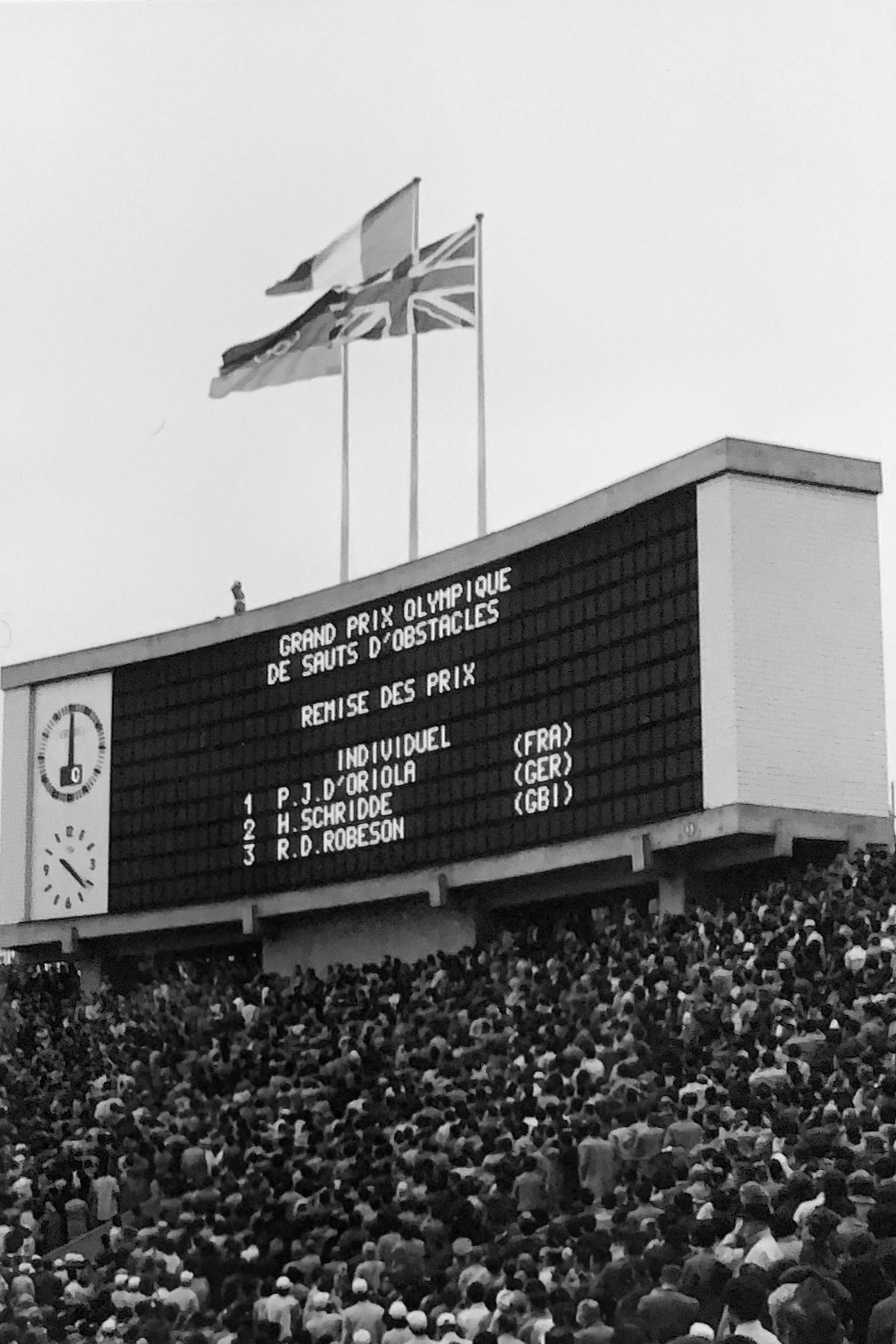
国立霞ヶ丘陸上競技場の電光掲示板（1964年）
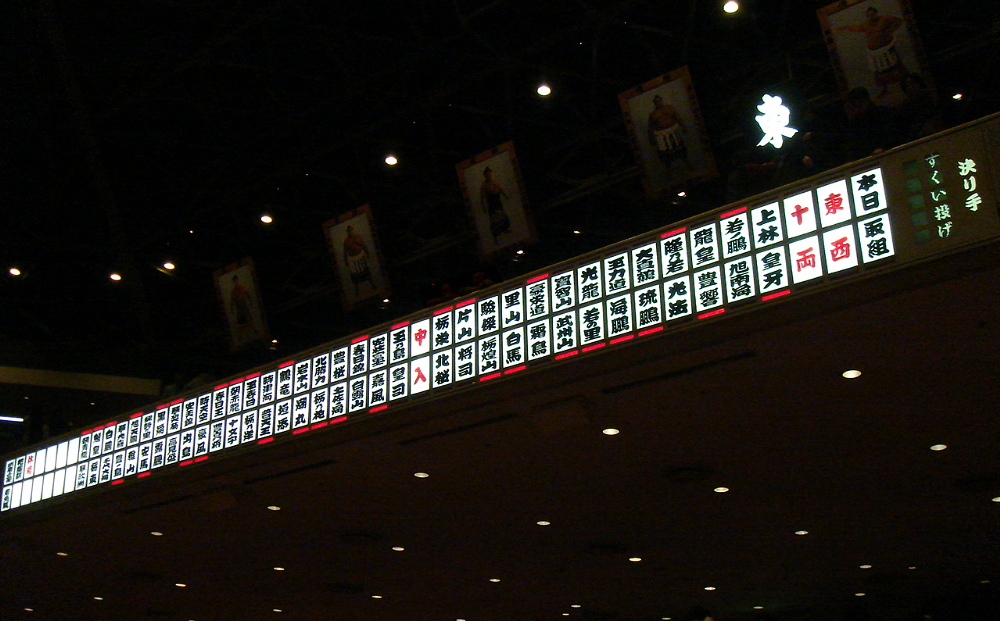
大相撲・両国国技館の電光掲示板
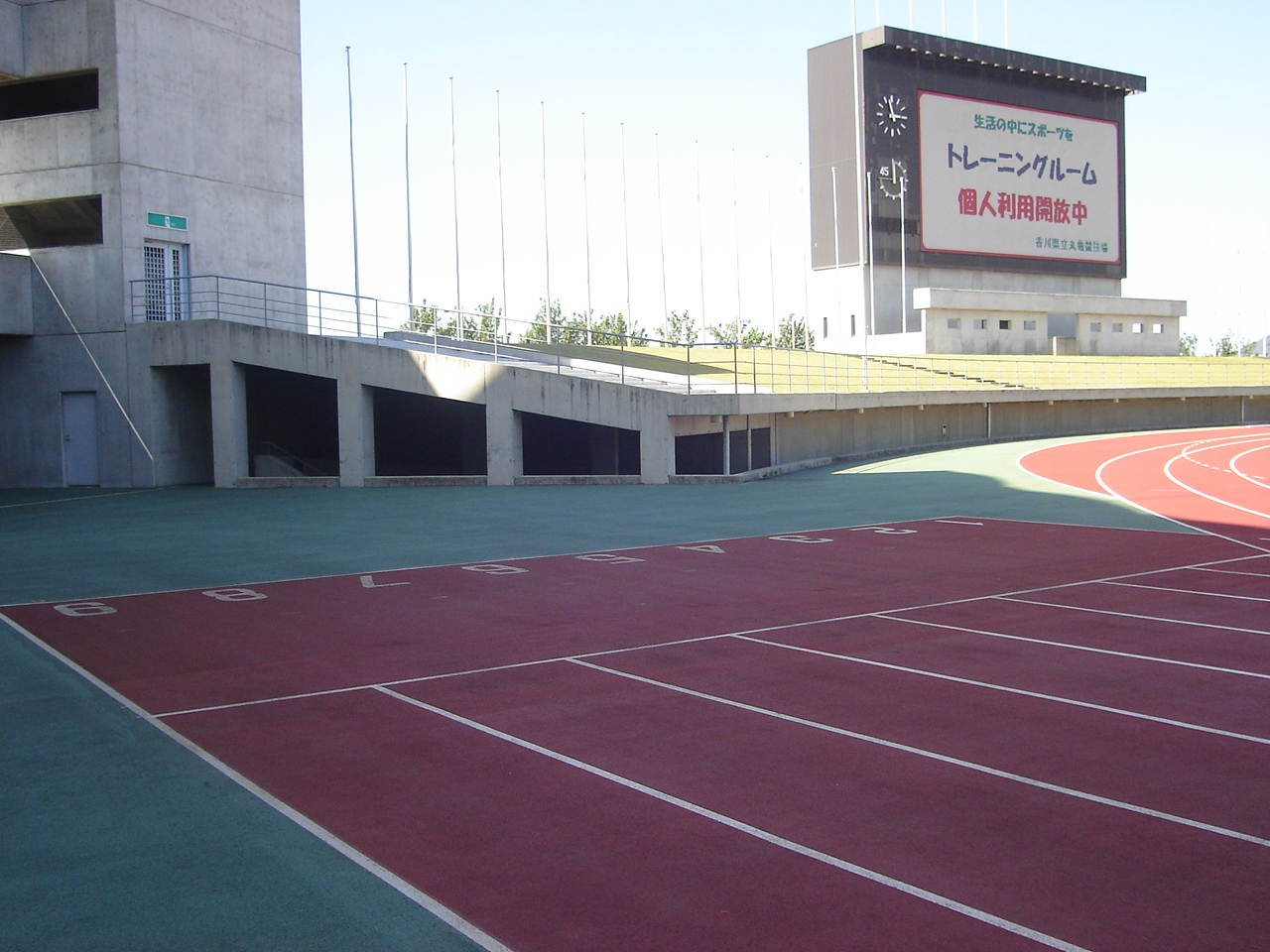
4色反転盤時代の丸亀競技場

### 遊技施設
日本各地にあるパチンコ店などの遊技施設の広告看板に使用されることが多い。パチンコ店はパチンコ台やスロット台など頻繁に台の入れ替えがあり、その情報をユーザーに告知したり、特定の日に行われるお店のイベントを告知するのに利用される。遊技施設の広告看板は上記のような頻繁に更新する映像を必要とするため、サービスを行うことができる業者が限られ、電機メーカーやLEDメーカーのものよりも映像製作・配信をサービスメニューとして持っているところに集中する傾向がある。

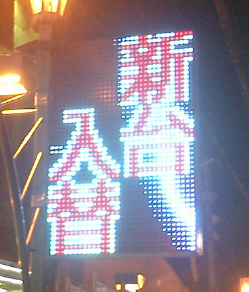
パチンコ店

### 劇場
外国語あるいは伝統芸能を演じる劇場において、せりふを翻訳して伝える電光掲示装置があり、字幕表示装置、字幕機 などと呼ばれている。

### その他
その他、街頭におけるニュースや天気予報などの表示など、さまざまな用途に用いられている。

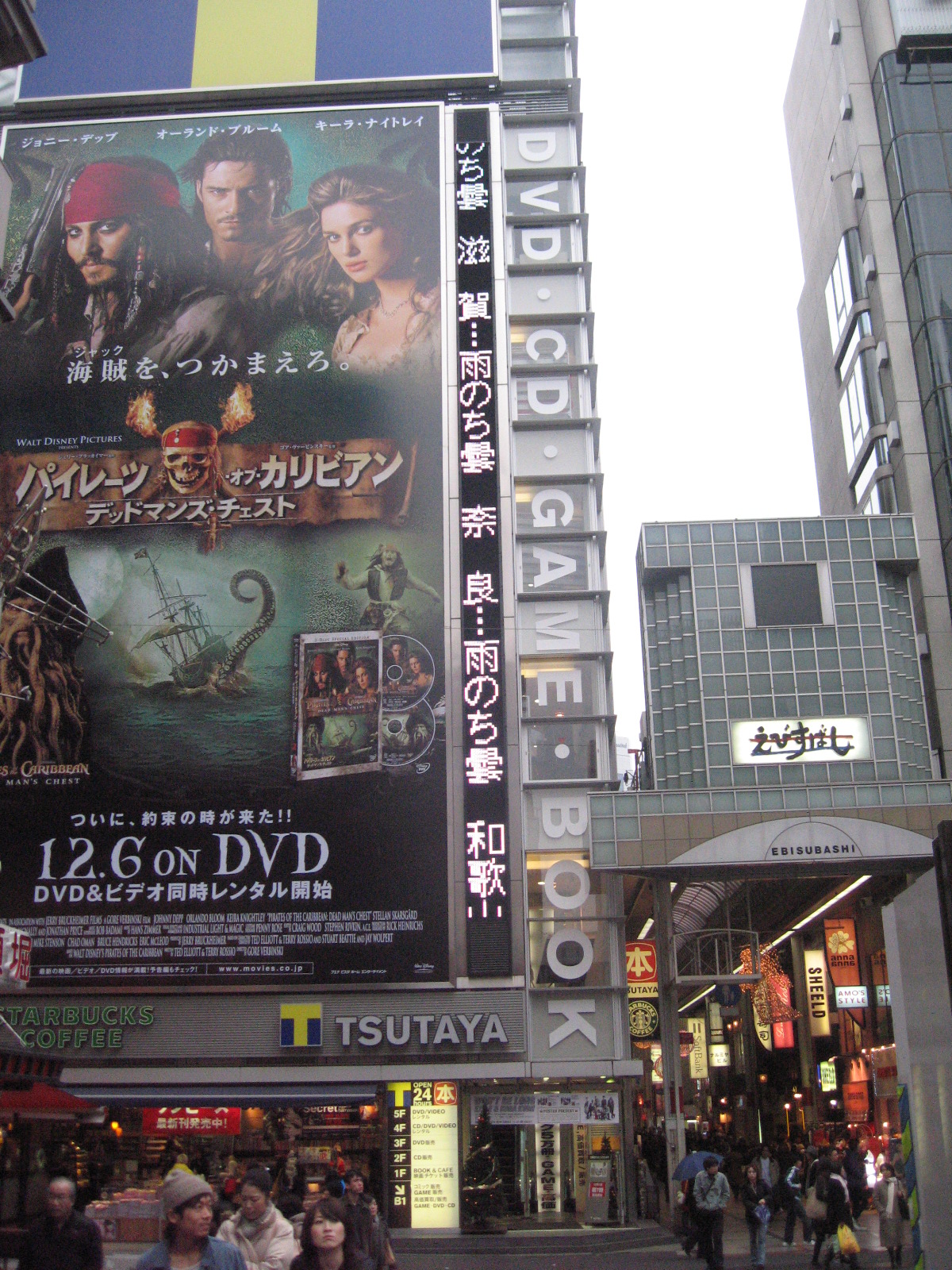
天気予報（大阪・戎橋）
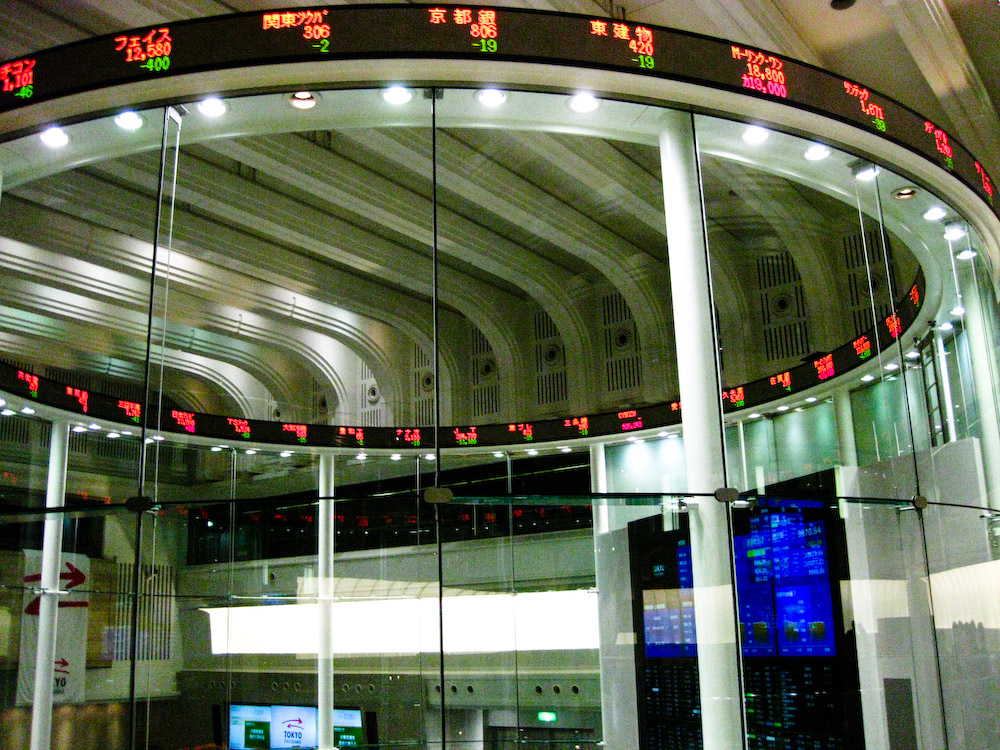
東証Arrowsマーケットセンターの環状電光掲示板
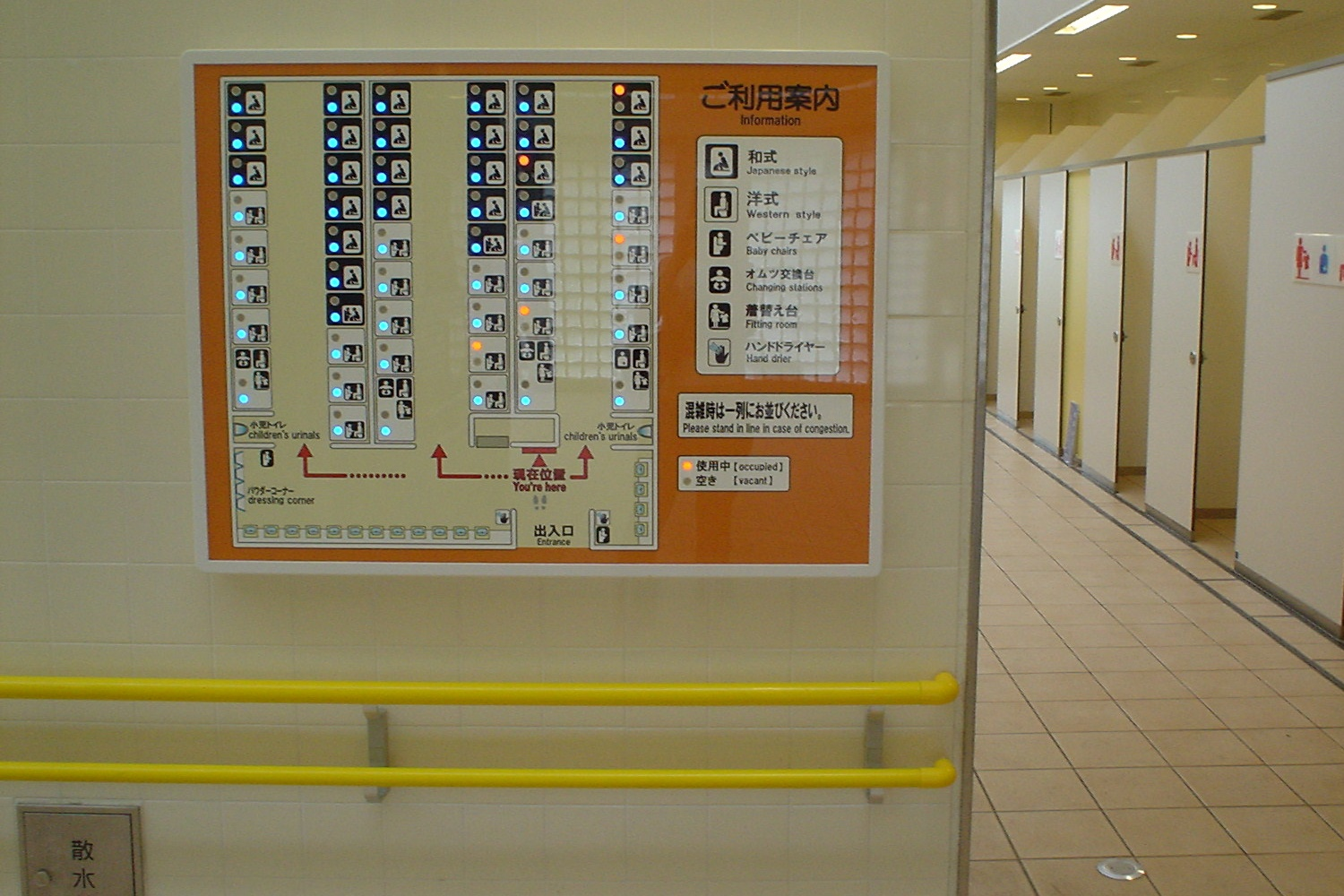
公衆便所の空き状況